# Girtab
Girtab (sumerisch für Skorpion) ist die Bezeichnung des Sterns Kappa Scorpii. Girtab mit Spektralklasse B1.5III hat eine scheinbare Helligkeit von +2,41 mag, womit der zu den 100 hellsten Sternen am Nachthimmel gehört.
Seine Entfernung beträgt ca. 480 Lj zur Erde.